# کریستین مورتنسن

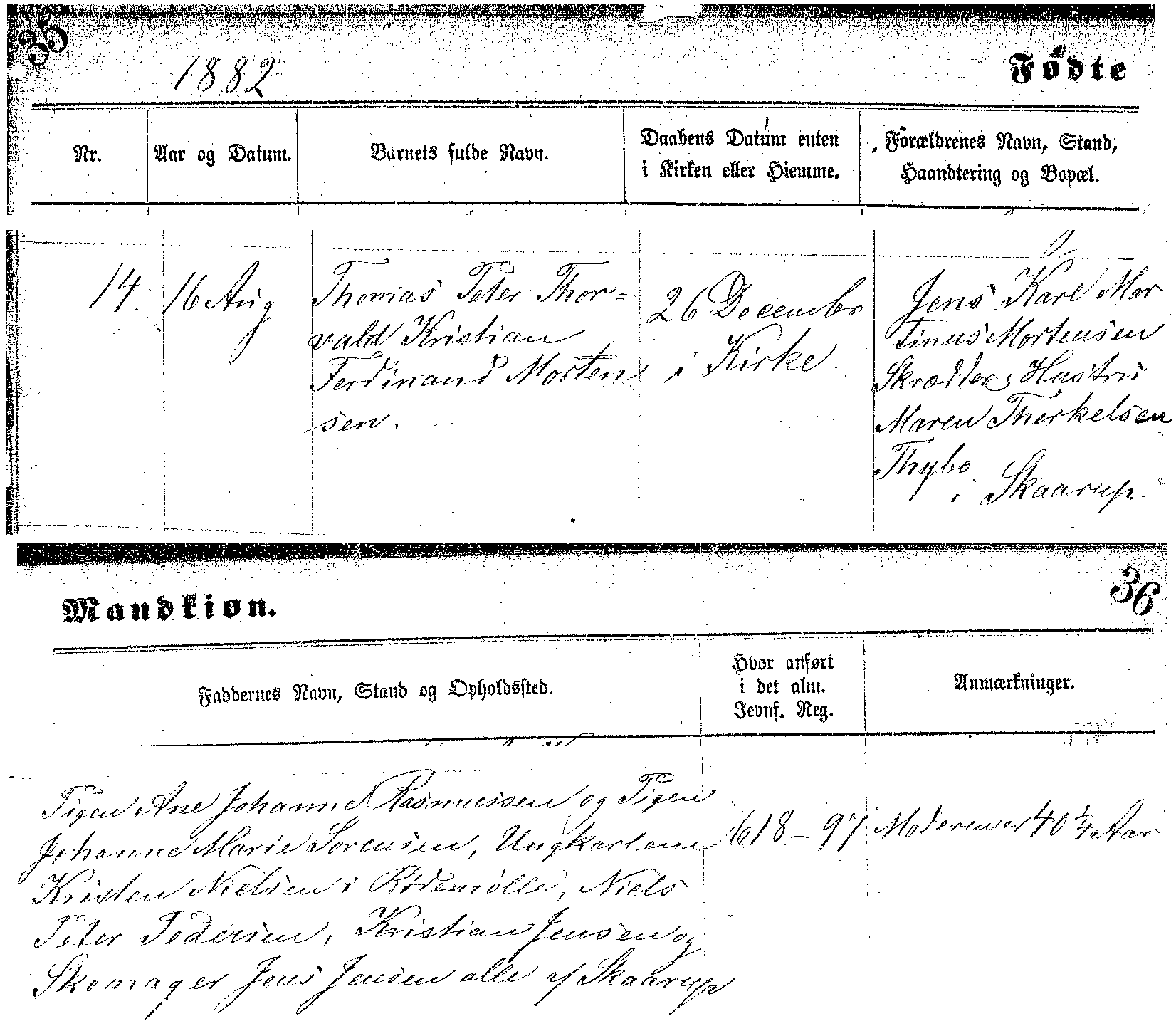
سابقه تولد مورتنسن

کریستین مورتنسن (انگلیسی: Christian Mortensen؛ ۱۶ اوت ۱۸۸۲ – ۲۵ آوریل ۱۹۹۸) یک خیاط و کارگر مزرعه اهل ایالات متحده آمریکا با اصلیتی دانمارکی بود.